# 暁の出撃 (1970年の映画)
『暁の出撃』（あかつきのしゅつげき、原題：Darling Lili）は、1970年公開のアメリカ映画。第一次世界大戦中が舞台のミュージカル、恋愛映画。コメディー映画の要素も、もりこまれている。

## あらすじ

### 概要
舞台は第一次世界大戦中、ファム・ファタールといわれ、大人気のミュージックホールのイギリス人役者、リリー・スミス（ジュリー・アンドリュース）にスポットライトを当てる。彼女は実はドイツ人スパイ、リリー・シュミットで、そのおじのクルト・フォン・ルガー大佐（ジェレミー・ケンプ）は実は仲間のスパイで、彼女とドイツ軍の連絡役であった。
リリーは貴重な情報を得られることを期待し、アメリカのトップ･パイロットであるウィリアム・ララビー少佐（ロック・ハドソン）に色目を使い、彼を夢中にさせてしまう。しかし、すぐにリリーも彼と恋におちてしまう。だがリリーには彼を裏切る勇気がなかった。ララビーがリリーの秘密を知ってしまい……。

小粋でおしゃれなヘンリー・マンシーニの音楽。時代やそれぞれのシーンをあますところなく表現する歌唱シーンや背景音楽など、、
エレガントさや、かわいらしさ、時にコケティッシュ、、魅惑的な数々の衣装。
ロマンティックなミステリー要素もあり、はらはらさせられるストーリー展開。
息の合うロック・ハドソンとジュリー・アンドリュースの演技と矢継ぎばやのセリフの応酬など、、みごとである。
美しき自然美や迫力のアクションシーン、、風刺の効いたユーモア、、見所満載である。
ブレーク・エドワーズ監督の手腕の見せどころ、、監督の世界観を満喫できる作品。

### あらすじ
映画は、ジュリー・アンドリュース演じるリリーの歌唱シーンから、はじまる。テーマ曲「"Whistling Away the Dark"(暗闇にさようなら)」だ。
1曲、歌い終わり、、拍手の中、シーンが変わる。劇場内まで届く、戦いの爆音に、、観客たちの落ち着きは無くなり、、騒然とし、大さわぎにもなりそうである。
そんな中、リリーは、冷静だ。指揮者やオーケストラに、愛唱歌（のリクエスト）をそっと告げたらしい。
兵士たちをも、舞台にさそいあげ、みんなで、歌う愛唱歌 Pack Up Your Troubles in Your Old Kit-Bag（And Smile,Smile,Smile）
Keep the Home Fires Burning (Ivor Novello song)（遥かなティペラリー）に、、
観客たちも落ち着きをとりもどし、やがて、大合唱に、、笑顔のある観客までがあらわれる。
リリーは、大人気の歌手であるから、、外での食事も、、落ち着いてはとれないらしい。
酔っ払ってしまった兵士が、リリーに、近づいてしまうが、、周囲がとめるのを、静かに、制し、
ほかの兵士たちとも、平然と、自然に
うちとけ、たのしく時間をすごすリリー。
そのままいっしょに、自宅まで帰ると、兵士の一見失礼と思われる態度や行動にも、微動だにもせずに、、
とても丁寧な態度で、、今夜はここまで、、「おやすみなさい」を告げるリリー。

しばらくすると
何故か、、自前の（小さな）楽団と
花を持ち、、ロック・ハドソン演じる
ウィリアム・ララビー が、、リリーの庭からやって来る。ララビーは、大佐で、飛行機乗りでもある。
一瞬、いぶかしげなリリーだが、そのロマンティックな誘いに応じ、、深夜から朝までリリーの庭での演奏つきピクニックである。
二人は、意気投合したようだ。
実は、、リリーとララビーは、二人とも
重大な秘密をかかえてもいるのである。
その秘密があるゆえ
好きなのに好きとも
いつわりでない言葉では、すぐには言えぬ、、二人
（中略）

リリーは、お手伝いさんからの重要な情報、助言により、、重大な決心をする。
リリーは、いつの間にか、命を狙われる立場となってしまう。
上司でもある叔父クルトに
ある計画とアドヴァイスを受け
迷いなやむ、、
いつも冷静、堂々とし、
ユーモアセンス抜群なリリーが、唯一、列車内で、
はげしく動揺し、
弱音をはき、弱気な姿をみせる
そんな中にも、
監視班の二人組が
リリーの正体をララビーに説明するが
「リリーは、女優だよ」と
容易には信じない、ウィリアム・ララビー。
反対に、ララビーに（二人組は）反撃されてしまうことに、、
一方、リリーとクルトは
追っ手に、列車内で追いつかれてしまう。怪我をしている身でありながら
心配するリリーよりも、落ち着きはらっているクルト。
主人（リリー）のいない留守をまもる
お手伝いさんたちにも、危険が迫る、、

はたして
2人の運命は如何に？

## ミュージカル・ナンバー（劇中曲）
1.
Overture
2.
Whistling Away the Dark
暗闇にさよなら
3.
Little Birds
4.
Girl in No Man's Land
5.
Gypsy Violin
6.
I'll Give You Three Guesses
7.
Darling Lili
8.
Smile Away Each Rainy Day
雨の日に仲直り
9.
Can-Can Cafe
10.
I'll Give You Three Guesses
11.
Skal
12.
Your Good-Will Ambassador
13.
Whistling Away the Dark

## キャスト
| 役名                       | 俳優                     | 日本語吹替                     |
| 役名                       | 俳優                     | 東京12ch版                     |
| -------------------------- | ------------------------ | ------------------------------ |
| リリー・スミス             | ジュリー・アンドリュース | 武藤礼子                       |
| ウィリアム・ララビー大佐   | ロック・ハドソン         | 金内吉男                       |
| クルト・フォン・ルガー大佐 | ジェレミー・ケンプ       | 中村正                         |
| カースティアーズ中尉       | ランス・パーシバル       | 北村弘一                       |
| デュバル少佐               | ジャック・マラン         | 富田耕生                       |
| リゲット中尉               | アンドレ・マランヌ       | 峰恵研                         |
| 不明 その他                |                          | 田口昴 巴菁子 国坂伸 若本紀昭  |
| 日本語スタッフ             |                          |                                |
| 演出                       |                          |                                |
| 翻訳                       |                          |                                |
| 効果                       |                          |                                |
| 調整                       |                          |                                |
| 制作                       | 制作                     | 東北新社                       |
| 解説                       | 解説                     | 南俊子                         |
| 初回放送                   | 初回放送                 | 1977年1月13日 『木曜洋画劇場』 |

## エピソードなど
- この映画を製作中に監督であるブレイク・エドワーズと、主演女優のジュリー・アンドリュースが結婚した。映画は大失敗し、大赤字となったが、この2人は2010年にエドワーズが亡くなるまでハリウッドきってのベストカップルといわれた。
- この映画の製作経験をもとに『S.O.B.』（1981年）が製作された。
- 歌唱シーンやシーンごとに、衣装を替えるジュリー・アンドリュースが、美しい映像と音楽とともに、とても魅力的にえがかれている。魅惑的でもあり、見応えのある作品となっている。
- 愛しのリリー（邦題ほか）と訳されることもある。
- ディレクターズカット版も存在する。[2]
  - Darling Lili (Director's Cut)DVD/リージョンコード1

## 受賞とノミネート
- 第43回アカデミー賞
  - 衣装デザイン賞（ドナルド・ブルックス（英語版）、ジャック・ベアー（英語版））　ノミネート
  - 歌曲賞（ヘンリー・マンシーニ、ジョニー・マーサー）　ノミネート
  - 音楽賞（“Whistling Away the Dark”(暗闇にさようなら)　ヘンリー・マンシーニ 、ジョニー・マーサー）　ノミネート
- 第28回ゴールデングローブ賞
  - 主題歌賞（“Whistling Away the Dark”(暗闇にさようなら)　作詞：ジョニー・マーサー、作曲：ヘンリー・マンシーニ）　受賞
  - 作品賞 (ミュージカル・コメディ部門)（ブレイク・エドワーズ）　ノミネート
  - 主演女優賞 (ミュージカル・コメディ部門)（ジュリー・アンドリュース）　ノミネート

## 主な録音・出版物など
- Julie Andrews With Henry Mancini And His Orchestra And Chorus Whistling away in the dark（RCA/レコード）
- Whistling Away the Dark (English Edition/電子書籍)
- 暁の出撃（DVD/1969 PARAMOUNT PICTURES CORPORATION and GEOFFREY PRODUCTIONS, INC. 2015 Paramount Pictures）
- DARLING LILI オリジナルサウンドトラック（RCA/LPレコード・CD）
- ジュリー・アンドリュース 暗闇にさようなら（Whistling Away the Dark）（ピクチャー・スリーブ付き、カンパニー・スリーブ付き、Ｂ面 雨の日に仲直り（Smile Away Each Rainy Day）/パラマウント映画「暁の出撃」オリジナル・サウンドトラックより/ヘンリー・マンシーニ楽団）（RCA/VICTOR COMPANY OF JAPAN LTD/EPシングルレコード）